# Leonardo Cuéllar
Leonardo Cuéllar Rivera (* 14. Januar 1952 in Mexiko-Stadt) ist ein ehemaliger mexikanischer Fußballspieler und war zuletzt Trainer der mexikanischen A-Nationalmannschaft der Frauen und der U-20-Mannschaft der Frauen. Zu seiner aktiven Zeit fiel er auch durch seine unverwechselbare Haarpracht auf.

## Karriere

### Als Amateur und im Verein
Der auch unter dem Spitznamen León de la Metro bekannte Cuéllar war Mitglied der Fußball-Olympiaauswahl Mexikos bei den Olympischen Spielen in München 1972 und trat im Anschluss daran seinen ersten Profivertrag bei seinem Heimatverein UNAM Pumas an. Sieben Jahre lang trug er das Trikot der Pumas und gewann mit ihnen 1975 den mexikanischen Vereinspokal und zwei Jahre später die Meisterschaft.
1979 wechselte er für zwei Spielzeiten zu den San Diego Sockers. Für die Saison 1981/82 kehrte er in sein Heimatland zurück, wo er für die Atletas Campesinos spielte. Mit Cuéllar in ihren Reihen verstärkt, verpassten die Campesinos die Meisterschaftsendrunde nur um einen Punkt. Am Saisonende wurde die Lizenz des Vereins an den Tampico-Madero FC veräußert und Cuéllar kehrte in die USA zurück, wo er in den folgenden drei Jahren für die San José Earthquakes spielte und auch seine aktive Laufbahn ausklingen ließ.

### Nationalmannschaft
Sein Debüt in der mexikanischen Nationalmannschaft gab Cuéllar am 6. Februar 1973 in einem Testspiel gegen Argentinien, das die Mexikaner im Aztekenstadion mit 2:0 zu ihren Gunsten entschieden. In seinen ersten Länderspielen nur als Auswechselspieler aufgeboten, kam Cuéllar erstmals am 6. August 1975 in einem Testspiel gegen die DDR (1:0) über die volle Distanz zum Einsatz.
In der ersten Hälfte seiner Nationalmannschaftskarriere (1973–1977) kam el León de la Metro bis auf eine Ausnahme stets im Angriff und in der Regel als Linksaußen zum Einsatz. In jener Epoche erzielte er auch seine einzigen Tore für el Tri, wie die Nationalmannschaft aufgrund ihrer Farbenkombination Grün-Weiß-Rot in Mexiko allgemein genannt wird: zwei beim 7:0-Sieg gegen Costa Rica am 17. August 1975 in Mexiko-Stadt und eins beim 3:0-Sieg gegen die USA am 27. September 1977 in Monterrey. Seit Oktober 1977 wurde er stets im Mittelfeld aufgeboten.
Auf der Position im linken Mittelfeld bestritt er in voller Länge auch alle drei Spiele, die die Mexikaner bei der für sie so enttäuschenden Weltmeisterschaft 1978 in Argentinien (Bilanz: 2:12 Tore und 0-6 Punkte) absolvierten.
Sein letztes Länderspiel bestritt Cuéllar am 15. November 1981 in einem WM-Qualifikationsspiel in Tegucigalpa, Honduras, gegen Kanada, das 1:1 endete.

## Trainertätigkeit
Mit der mexikanischen A-Nationalmannschaft der Frauen nahm er an den Weltmeisterschaften 1999 und 2011 teil, die Mannschaft schied aber jeweils in der Vorrunde aus. Zuvor erreichte er jeweils beim CONCACAF Women’s Gold Cup mit seiner Mannschaft 1998 und 2010 das Finale, scheiterte aber in beiden Finalspielen an Kanada. 2004 nahm er mit seiner Mannschaft am olympischen Fußballturnier teil, bei dem die Mannschaft bis ins Viertelfinale kam. Bei der U-20-Fußball-Weltmeisterschaft der Frauen 2012 betreute er die mexikanische U-20-Mannschaft, mit der er ebenfalls das Viertelfinale erreichte. Sein Sohn Christopher, der seit 2005 ehrenamtlich für den mexikanischen Frauenfußball tätig ist, ist Trainer der mexikanischen U-17-Frauennationalmannschaft, mit der er an der U-17-Fußball-Weltmeisterschaft der Frauen 2012 teilnahm.
Am 6. April 2016 gab der mexikanische Verband bekannt, dass Cuéllar nicht länger Trainer der Mexikanerinnen ist.

## Erfolge
- Mexikanischer Meister: 1977
- Mexikanischer Pokalsieger: 1975